# Am Tag, als der Regen kam
Am Tag, als der Regen kam (alternativ Am Tag als der Regen kam) ist ein Kriminalfilm von Gerd Oswald aus dem Jahr 1959. Die Hauptrollen sind mit Mario Adorf, Christian Wolff, Gert Fröbe, Corny Collins, Elke Sommer und Claus Wilcke besetzt.

## Handlung
Werner ist Anführer der Panther-Bande, einer Gang, die den Westen Berlins mit dreisten Raubüberfällen verunsichert. Als Werner seinen neuen Coup plant und Robert aus der Bande ausscheiden will, um mit der schönen Inge ein normales Leben zu führen, kommt es zum Unglück. Bei der Tat, nach der auch Werner aufhören will, sollen alle Bandenmitglieder mitmachen. Robert verpfeift die Bande bei der Polizei.

## Produktion

### Dreharbeiten, Hintergrund
Gedreht wurde von September bis zum 9. Oktober 1959 in Berlin und im Bavaria-Atelier in München-Geiselgasteig. Für die Filmbauten waren Paul Markwitz und Hans-Jürgen Kiebach verantwortlich, für die Kostüme Vera Mügge.
Christian Wolff und Corny Collins waren zu der Zeit auch privat ein Paar und heirateten Ende November 1959.

### Filmmusik

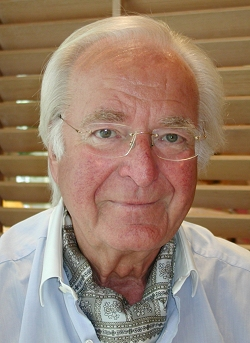
Komponierte für den Film: Martin Böttcher (2002)

Verschiedene Titel wurden im Soundtrack vom Orchester Martin Böttcher auch instrumental gespielt, darunter das Titellied Am Tag, als der Regen kam.
Bekannt wurden auch:
- Charly Brown,
Musik: Jerry Leiber/Originaltext: Mike Stoller/deutscher Text: Carl Ulrich Blecher, Gesang: Hans Blum (auch instrumental von Martin Böttcher)
- Heute gehn wir nicht nach Haus (Hound Dog), Musik: Jerry Leiber und Johnny Otis/Originaltext: Mike Stoller/deutscher Text: Fini Busch, Gesang: Ralf Bendix
- Aloha ʻOe, geschrieben von Königin Liliʻuokalani

### Veröffentlichung
Der Arbeitstitel des Films lautete Die schwarzen Panther, ebenso wie der Verleihtitel in Österreich. Uraufgeführt wurde Am Tag als der Regen kam am 22. November 1959 im EM-Theater in Stuttgart. Veröffentlicht wurde der Film zudem im Dezember 1960 in Dänemark, im Mai 1961 in Finnland und im Dezember 1961 in Schweden sowie im August 1964 in Frankreich. Am 7. August 2016 wurde er auf dem Locarno Festival in der Schweiz vorgestellt. Eine weitere Veröffentlichung erfuhr der Film in Belgien, Portugal, Italien, Griechenland und den USA, dort unter dem Titel The Day It Rained respektive The Day the Rains Came.
Pidax gab den Film am 23. Dezember 2014 innerhalb der Reihe „Pidax Film-Klassiker“ auf DVD heraus.

## Kritik
film-dienst: „Eine anspruchsvoll aufgemachte Dutzendgeschichte, die zum Thema Jugendkriminalität nur wenig Brauchbares beizutragen hat.“
Udo Rotenberg von Grün ist die Heide – Der deutsche Film 1930 bis 1980 schrieb, der Film gehöre zu einer „Filmgattung der späten 50er/frühen 60er Jahre, die eine eigene Genrebezeichnung verdient gehabt hätte[n]. Äußerlich zwar in Form eines Dramas oder Thrillers, selten als Komödie daher kommend, verbarg sich hinter den höchst unterhaltend inszenierten Stoffen eine Warnung an die Jugend vor den Versuchungen einer sich wandelnden Gesellschaft – Kriminalität, Drogen und nicht zuletzt der allgemeine moralische Verfall“. Der Film vermittle ein „stimmiges Bild dieser Phase in der BRD und lasse die Entwicklung in Richtung der 68er Generation früh erkennen“.
Filmreporter meinte, der Film porträtiere die „gruppendynamischen Entwicklungen, die innerhalb einer kriminellen Jugendbande reifen“ könnten. Weiter hieß es, Oswald wage sich mit dem Film an das „gern totgeschwiegene Thema der Jugendkriminalität“. „Die Unschuld der typischen Jugendfilme zu Beginn der 1950er Jahre“ sei „verloren“. Oswalds „harte Bilder in schwarz-weiß bewirkten eine düster-beklemmende Atmosphäre der Großstadt Berlin“.

## Lied
Bekannt ist das gleichnamige Titellied Am Tag, als der Regen kam mit deutschem Text von Ernst Bader, Original von Pierre Delanoë; es wurde von Dalida gesungen und entwickelte sich zu einem Welthit. Komponiert wurde es von Gilbert Bécaud.